# Eccellenza Sicilia 2012-2013
Il campionato italiano di calcio di Eccellenza regionale 2012-2013 è il ventiduesimo organizzato in Italia. Rappresenta il sesto livello del calcio italiano.
Questi sono i gironi organizzati dal Comitato Regionale della Sicilia.
Le gare si disputano in orari differenti a seconda dei periodi dell'anno: alle 16:00 la prima giornata e dalla ventottesima alla trentesima, alle 15:30 dalla seconda alla settima, alle 14:30 dall'ottava alla ventesima, alle 15:00 dalla ventunesima alla ventisettesima, alle 16:30 le gare di play-off e play-out.
Play-off e play-out si disputano soltanto se fra le due squadre ipoteticamente coinvolte ci sono meno di 10 punti di distacco. Se la seconda classificata ha almeno dieci punti di vantaggio sulla terza accederà direttamente alla fase nazionale degli spareggi.
Per la stagione 2012-13, delle 32 squadre partecipanti solo il Marsala proviene dalla Serie D. Fra le squadre aventi il diritto a partecipare al torneo, Trecastagni ed Acicatena non si sono iscritte. Dalla Promozione sei squadre sono state promosse al termine della stagione: Aci Sant'Antonio Ambrosiana, Leonfortese, Nuova Igea, Raffadali, San Gregorio, Tiger Brolo. A queste si aggiungono il Bagheria vincitore della Coppa Italia di categoria, e le ripescate Atletico Gela, Atletico Villafranca, Folgore Selinunte, Mazzarrà e Rosolini. Infine l'Audace Monreale ha cambiato denominazione in Monreale Calcio.

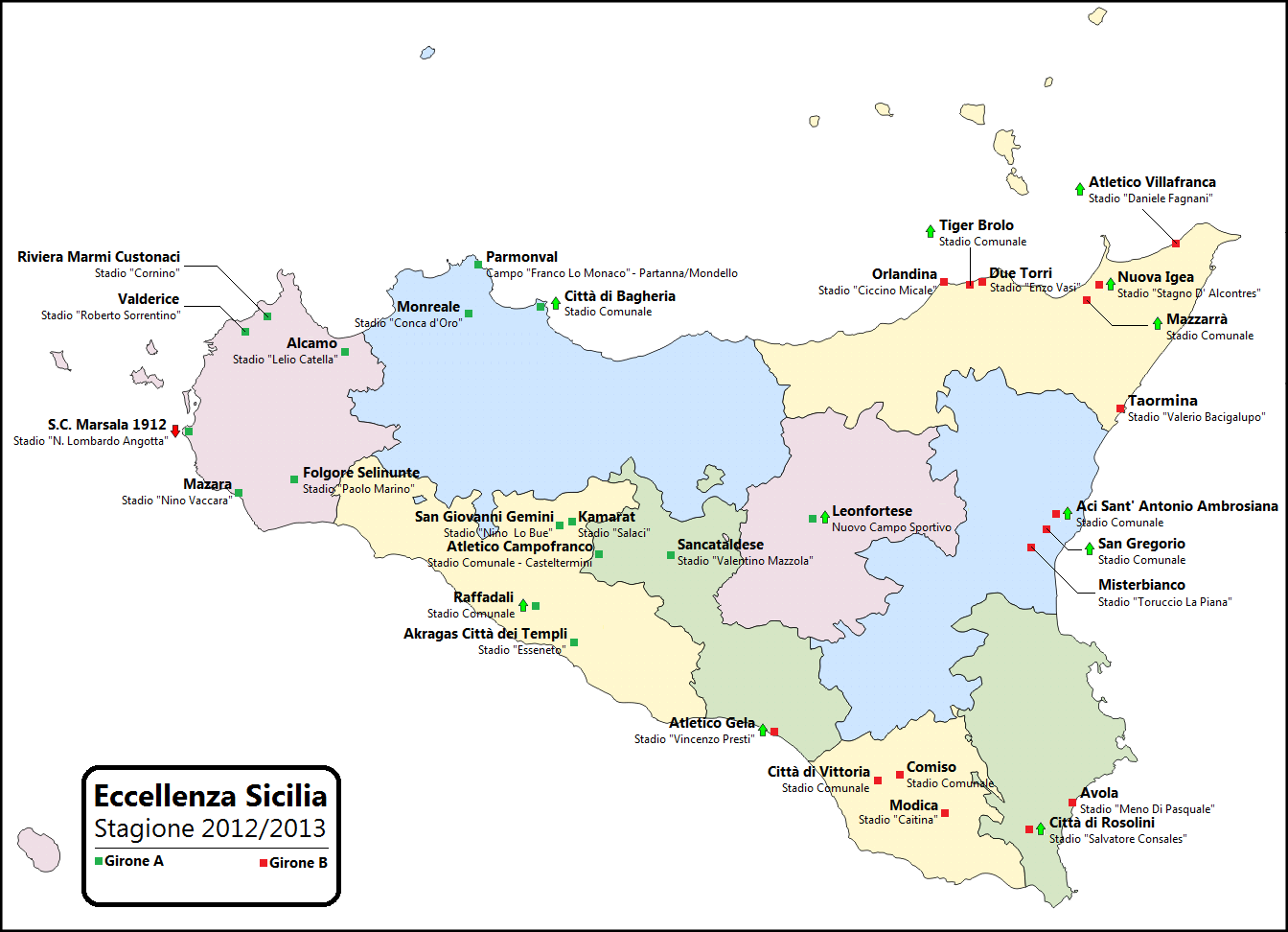
La disposizione geografica delle squadre

## Girone A

### Squadre partecipanti
| Club                            | Città                                    | Stadio                            | Stagione 2011-2012       |
| ------------------------------- | ---------------------------------------- | --------------------------------- | ------------------------ |
| U.S.D. Akragas Città dei templi | Agrigento                                | Stadio Esseneto                   | 3° in Eccellenza gir. A  |
| A.S.D. Alcamo                   | Alcamo (TP)                              | Stadio Lelio Catella              | 2° in Eccellenza gir. A  |
| A.S.D. Atletico Campofranco     | Campofranco (CL)                         | Stadio Alfonso Virciglio          | 4° in Eccellenza gir. A  |
| S.S.D. Bagheria Calcio          | Bagheria (PA)                            | Stadio Comunale di Bagheria       | 5° in Promozione gir. B  |
| A.S.D. Folgore Selinunte        | Castelvetrano (TP)                       | Stadio Paolo Marino               | 8° in Eccellenza gir. A  |
| A.S.D. Kamarat                  | Cammarata (AG)                           | Stadio Salaci                     | 5° in Eccellenza gir. A  |
| A.P.D. Leonfortese              | Leonforte (EN)                           | Nuovo campo sportivo di Leonforte | 1° in Promozione gir. D  |
| S.C. Marsala 1912               | Marsala (TP)                             | Stadio Antonino Lombardo Angotta  | 15° in Serie D gir. I    |
| A.S.D. Mazara Calcio            | Mazara del Vallo (TP)                    | Stadio Nino Vaccara               | 8° in Eccellenza gir. A  |
| A.S.D. Monreale Calcio          | Monreale (PA)                            | Stadio Conca d'Oro                | 6° in Eccellenza gir. A  |
| A.P.D. Parmonval                | Partanna-Mondello (quartiere di Palermo) | Campo Franco Lo Monaco            | 12° in Eccellenza gir. A |
| F.C.D. Raffadali                | Raffadali (AG)                           | Stadio Comunale di Raffadali      | 1° in Promozione gir. A  |
| A.S.D. Riviera Marmi Custonaci  | Custonaci (TP)                           | Campo Cornino                     | 7° in Eccellenza gir. A  |
| A.S.D. Sancataldese Calcio      | San Cataldo (CL)                         | Stadio Valentino Mazzola          | 9° in Eccellenza gir. A  |
| G.S.D. San Giovanni Gemini      | San Giovanni Gemini (AG)                 | Stadio Nino Lo Bue                | 11° in Eccellenza gir. A |
| A.S.D. Valderice                | Valderice (TP)                           | Stadio Comunale di Valderice      | 10° in Eccellenza gir. A |

### Classifica
|  | Pos. | Squadra              | Pt | G  | V  | N  | P  | GF | GS | DR  |
|  | ---- | -------------------- | -- | -- | -- | -- | -- | -- | -- | --- |
|  | 1.   | Akragas              | 69 | 30 | 21 | 6  | 3  | 70 | 22 | +48 |
|  | 2.   | Atletico Campofranco | 59 | 30 | 18 | 5  | 7  | 52 | 31 | +21 |
|  | 3.   | San Giovanni Gemini  | 57 | 30 | 16 | 9  | 5  | 44 | 25 | +19 |
|  | 4.   | Riviera Marmi        | 53 | 30 | 15 | 8  | 7  | 48 | 34 | +14 |
|  | 5.   | Alcamo               | 44 | 30 | 12 | 8  | 10 | 46 | 42 | +4  |
|  | 6.   | Raffadali            | 40 | 30 | 12 | 4  | 14 | 44 | 47 | -3  |
|  | 7.   | Kamarat              | 39 | 30 | 10 | 9  | 11 | 31 | 37 | -6  |
|  | 8.   | Leonfortese          | 38 | 30 | 10 | 8  | 12 | 39 | 41 | -2  |
|  | 9.   | Folgore Selinunte    | 38 | 30 | 10 | 8  | 12 | 29 | 40 | -11 |
|  | 10.  | Mazara               | 37 | 30 | 10 | 8  | 12 | 41 | 44 | -3  |
|  | 11.  | Marsala              | 37 | 30 | 11 | 5  | 14 | 39 | 49 | -10 |
|  | 12.  | Sancataldese         | 32 | 30 | 8  | 8  | 14 | 34 | 48 | -14 |
|  | 13.  | Valderice            | 32 | 30 | 9  | 5  | 16 | 36 | 44 | -8  |
|  | 14.  | Parmonval            | 31 | 30 | 7  | 10 | 13 | 30 | 38 | -8  |
|  | 15.  | Monreale             | 30 | 30 | 6  | 12 | 12 | 36 | 51 | -15 |
|  | 16.  | Bagheria             | 24 | 30 | 7  | 3  | 20 | 29 | 55 | -26 |

Legenda:

      Akragas promosso in Serie D 2013-2014.

      Atletico Campofranco ammesso ai play-off nazionali.

      Valderice retrocesso in Promozione 2013-2014 dopo play-out.

      Monreale e Bagheria retrocessi in Promozione 2013-2014.

#### Play-off
Semifinale
|                     | Risultati |               | Luogo e data                                         |  |
| ------------------- | --------- | ------------- | ---------------------------------------------------- |  |
| San Giovanni Gemini | 1 - 0     | Riviera Marmi | Stadio Nino Lo Bue (S.Giovanni Gem.), 28 aprile 2013 |  |

Finale
|                      | Risultati |                     | Luogo e data                                              |  |
| -------------------- | --------- | ------------------- | --------------------------------------------------------- |  |
| Atletico Campofranco | 4 - 2     | San Giovanni Gemini | Stadio Ferdinando Lombardo (Casteltermini), 5 maggio 2013 |  |

#### Play-out
|              | Risultati |           | Luogo e data                                           |  |
| ------------ | --------- | --------- | ------------------------------------------------------ |  |
| Marsala      | 2 - 1     | Parmonval | Stadio A. Lombardo (Marsala), 28 aprile 2013           |  |
| Sancataldese | 2 - 0     | Valderice | Stadio Valentino Mazzola (San Cataldo), 28 aprile 2013 |  |

### Risultati

#### Tabellone
|                     | AKR | ALC | ATL | BAG | FOL | KAM | LEO | MAR | MAZ | MON | PAR | RAF | RIV | SAN | SAN | VAL |
| Akragas             |     | 2-1 | 2-1 | 5-0 | 5-0 | 0-0 | 5-0 | 4-1 | 1-0 | 3-0 | 5-1 | 1-2 | 3-0 | 2-1 | 5-1 | 3-0 |
| Alcamo              | 2-2 |     | 3-4 | 2-0 | 0-1 | 3-2 | 0-1 | 2-0 | 1-2 | 1-1 | 3-0 | 1-0 | 2-2 | 0-2 | 2-1 | 0-2 |
| Atl.Campofranco     | 0-2 | 1-2 |     | 5-1 | 4-2 | 0-1 | 2-1 | 3-0 | 3-1 | 1-0 | 1-1 | 2-1 | 2-0 | 2-2 | 2-0 | 2-1 |
| Bagheria            | 0-1 | 0-1 | 2-0 |     | 1-2 | 0-1 | 2-1 | 1-3 | 0-1 | 1-1 | 3-2 | 1-3 | 1-3 | 0-2 | 3-1 | 1-0 |
| Folgore Selinunte   | 3-1 | 1-1 | 0-1 | 1-2 |     | 1-0 | 0-1 | 1-0 | 0-0 | 1-1 | 0-0 | 2-3 | 2-0 | 1-1 | 2-1 | 2-2 |
| Kamarat             | 0-3 | 1-1 | 2-2 | 3-2 | 1-0 |     | 2-0 | 1-4 | 2-0 | 2-3 | 1-2 | 2-1 | 1-1 | 0-1 | 1-1 | 1-1 |
| Leonfortese         | 1-1 | 2-0 | 0-1 | 4-2 | 3-0 | 0-0 |     | 5-0 | 3-0 | 3-0 | 0-0 | 2-1 | 0-0 | 3-2 | 2-2 | 0-1 |
| Marsala             | 2-0 | 1-1 | 2-1 | 1-0 | 0-0 | 0-1 | 2-1 |     | 2-1 | 0-1 | 2-1 | 1-2 | 2-0 | 0-2 | 1-1 | 0-3 |
| Mazara              | 0-0 | 2-4 | 0-2 | 2-2 | 2-1 | 3-1 | 0-0 | 4-1 |     | 1-2 | 3-1 | 2-2 | 3-1 | 0-2 | 1-1 | 2-1 |
| Monreale            | 0-2 | 1-3 | 0-2 | 0-0 | 0-2 | 1-1 | 4-2 | 1-1 | 2-2 |     | 5-3 | 0-3 | 2-3 | 0-2 | 1-1 | 0-0 |
| Parmonval           | 2-2 | 0-1 | 0-0 | 2-0 | 0-0 | 2-0 | 0-0 | 1-0 | 5-1 | 3-1 |     | 1-0 | 0-2 | 0-0 | 0-0 | 0-0 |
| Raffadali           | 0-1 | 0-0 | 1-2 | 2-0 | 1-2 | 0-1 | 2-0 | 1-5 | 0-3 | 2-2 | 3-2 |     | 1-3 | 3-1 | 2-0 | 2-0 |
| Riviera Marmi       | 1-1 | 6-4 | 3-1 | 3-1 | 0-1 | 0-0 | 2-0 | 3-0 | 2-1 | 2-2 | 1-0 | 4-1 |     | 1-2 | 2-1 | 2-0 |
| San Giovanni Gemini | 1-3 | 2-1 | 0-0 | 2-1 | 4-0 | 1-0 | 4-1 | 2-2 | 0-0 | 1-1 | 2-1 | 0-0 | 0-0 |     | 1-0 | 2-1 |
| Sancataldese        | 1-2 | 2-2 | 1-4 | 1-0 | 3-1 | 0-1 | 1-1 | 3-2 | 0-3 | 1-3 | 1-0 | 3-1 | 0-1 | 2-1 |     | 2-0 |
| Valderice           | 1-3 | 1-2 | 0-1 | 0-2 | 2-0 | 4-2 | 5-2 | 2-4 | 2-1 | 2-1 | 1-0 | 3-4 | 0-0 | 0-1 | 1-2 |     |

## Girone B

### Squadre partecipanti
| Club                             | Città                            | Stadio                              | Stagione 2011-2012       |
| -------------------------------- | -------------------------------- | ----------------------------------- | ------------------------ |
| Pol. Aci Sant'Antonio Ambrosiana | Aci Sant'Antonio (CT)            | Stadio Comunale di Aci Sant'Antonio | 1° in Promozione gir. C  |
| U.S.D. Atletico Gela             | Gela (CL)                        | Stadio Vincenzo Presti              | 4° in Promozione gir. D  |
| Pol. D. Atletico Villafranca     | Villafranca Tirrena (ME)         | Stadio Daniele Fagnani              | 4° in Promozione gir. C  |
| U.S.D. Città di Rosolini         | Rosolini (SR)                    | Stadio Salvatore Consales           | 3° in Promozione gir. D  |
| A.C.D. Città di Vittoria         | Vittoria (RG)                    | Stadio Comunale di Vittoria         | 5° in Eccellenza gir. B  |
| A.S.D. Comiso                    | Comiso (RG)                      | Stadio Comunale di Comiso           | 10° in Eccellenza gir. B |
| A.S.D. Due Torri                 | Gliaca, frazione di Piraino (ME) | Stadio Enzo Vasi                    | 3° in Eccellenza gir. B  |
| A.S.D. Mazzarrà                  | Mazzarrà Sant'Andrea (ME)        | Stadio Comunale di Mazzarrà         | 2° in Promozione gir. B  |
| A.S.D. Misterbianco              | Misterbianco (CT)                | Stadio Toruccio La Piana            | 11° in Eccellenza gir. B |
| A.S.D. Modica Calcio             | Modica (RG)                      | Stadio Caitina                      | 12° in Eccellenza gir. B |
| A.S.D. Nuova Igea                | Barcellona Pozzo di Gotto (ME)   | Stadio Carlo Stagno d'Alcontres     | 1° in Promozione gir. B  |
| N.F.C. Orlandina                 | Capo d'Orlando (ME)              | Stadio Francesco Micale             | 8° in Eccellenza gir. B  |
| A.S.D. Real Avola                | Avola (SR)                       | Stadio Meno Di Pasquale             | 4° in Eccellenza gir. B  |
| A.S.D. Club Calcio San Gregorio  | San Gregorio di Catania (CT)     | Stadio Comunale di San Gregorio     | 3° in Promozione gir. C  |
| A.S.D. Taormina                  | Taormina (ME)                    | Stadio Valerio Bacigalupo           | 6° in Eccellenza gir. B  |
| A.S.D. Tiger Brolo               | Brolo (ME)                       | Stadio Antonio Cipriano             | 3° in Promozione gir. B  |

### Classifica
|  | Pos. | Squadra                     | Pt | G  | V  | N  | P  | GF | GS | DR  |
|  | ---- | --------------------------- | -- | -- | -- | -- | -- | -- | -- | --- |
|  | 1.   | Orlandina                   | 63 | 30 | 18 | 9  | 3  | 59 | 22 | +37 |
|  | 2.   | Vittoria                    | 56 | 30 | 16 | 8  | 6  | 50 | 30 | +20 |
|  | 3.   | Due Torri                   | 54 | 30 | 14 | 12 | 4  | 47 | 22 | +25 |
|  | 4.   | Nuova Igea                  | 52 | 30 | 15 | 7  | 8  | 37 | 28 | +9  |
|  | 5.   | Modica                      | 51 | 30 | 13 | 12 | 5  | 40 | 23 | +17 |
|  | 6.   | Aci Sant'Antonio Ambrosiana | 49 | 30 | 14 | 7  | 9  | 34 | 23 | +11 |
|  | 7.   | Tiger Brolo                 | 47 | 30 | 13 | 8  | 9  | 32 | 25 | +7  |
|  | 8.   | San Gregorio                | 39 | 30 | 10 | 9  | 11 | 27 | 40 | -13 |
|  | 9.   | Misterbianco                | 38 | 30 | 10 | 10 | 10 | 33 | 34 | -1  |
|  | 10.  | Mazzarrà                    | 38 | 30 | 9  | 11 | 10 | 30 | 35 | -5  |
|  | 11.  | Taormina                    | 37 | 30 | 10 | 7  | 13 | 43 | 43 | 0   |
|  | 12.  | Real Avola                  | 36 | 30 | 9  | 9  | 12 | 29 | 38 | -9  |
|  | 13.  | Rosolini                    | 28 | 30 | 6  | 10 | 14 | 24 | 38 | -14 |
|  | 14.  | Comiso                      | 27 | 30 | 6  | 9  | 15 | 29 | 39 | -10 |
|  | 15.  | Atletico Gela               | 16 | 30 | 2  | 10 | 18 | 23 | 63 | -40 |
|  | 16.  | Atletico Villafranca        | 15 | 30 | 3  | 6  | 21 | 16 | 45 | -34 |

Legenda:

      Orlandina promosso in Serie D 2013-2014.

      Due Torri ripescato in Serie D 2013-2014.

      Real Avola retrocesso in Promozione 2013-2014 dopo play-out.

      Comiso, Atletico Gela e Atletico Villafranca retrocessi in Promozione 2013-2014.

#### Play-off
Semifinali
|           | Risultati   |            | Luogo e data                               |  |
| --------- | ----------- | ---------- | ------------------------------------------ |  |
| Vittoria  | 2 - 0       | Modica     | Stadio Comunale (Vittoria), 28 aprile 2013 |  |
| Due Torri | 0 - 0 (dts) | Nuova Igea | Stadio Enzo Vasi (Piraino), 28 aprile 2013 |  |

Finale
|          | Risultati   |           | Luogo e data                                              |  |
| -------- | ----------- | --------- | --------------------------------------------------------- |  |
| Vittoria | 0 - 1 (dts) | Due Torri | Stadio Ferdinando Lombardo (Casteltermini), 5 maggio 2013 |  |

#### Play-out
|            | Risultati |          | Luogo e data                               |  |
| ---------- | --------- | -------- | ------------------------------------------ |  |
| Real Avola | 0 - 3     | Rosolini | Stadio Di Pasquale (Avola), 28 aprile 2013 |  |

### Risultati

#### Tabellone
|                 | ACI | ATG | ATV | COM | DUE | MAZ | MIS | MOD | NUO | ORL | REA | ROS | SAN | TAO | TIG | VIT |
| Aci S.Antonio   |     | 3-0 | 0-0 | 2-1 | 0-0 | 3-0 | 0-0 | 2-0 | 1-0 | 2-0 | 1-0 | 2-0 | 1-0 | 3-0 | 1-1 | 0-0 |
| Atl.Gela        | 1-3 |     | 0-0 | 0-0 | 2-2 | 1-1 | 0-1 | 2-1 | 1-1 | 2-6 | 1-2 | 3-0 | 1-1 | 1-1 | 1-1 | 1-3 |
| Atl.Villafranca | 1-3 | 5-0 |     | 2-1 | 0-4 | 1-1 | 0-1 | 0-1 | 0-4 | 2-3 | 0-0 | 0-1 | 2-0 | 0-2 | 0-2 | 0-2 |
| Comiso          | 1-0 | 2-1 | 2-0 |     | 1-1 | 2-0 | 4-2 | 1-3 | 0-3 | 0-1 | 4-1 | 0-0 | 1-2 | 0-1 | 1-1 | 1-2 |
| Due Torri       | 3-0 | 3-0 | 2-1 | 0-0 |     | 0-0 | 1-1 | 1-3 | 0-1 | 1-1 | 2-0 | 2-1 | 4-1 | 3-0 | 2-0 | 1-1 |
| Mazzarrà        | 1-0 | 3-1 | 3-1 | 3-2 | 1-4 |     | 0-1 | 1-1 | 1-1 | 0-0 | 0-1 | 1-1 | 1-1 | 1-3 | 0-1 | 3-2 |
| Misterbianco    | 1-1 | 1-1 | 1-0 | 1-0 | 0-0 | 1-2 |     | 2-3 | 3-0 | 0-0 | 0-0 | 2-0 | 0-1 | 1-1 | 2-0 | 1-1 |
| Modica          | 1-0 | 4-0 | 3-0 | 1-0 | 0-2 | 1-1 | 2-0 |     | 1-1 | 2-1 | 2-0 | 0-0 | 1-1 | 0-0 | 3-0 | 0-0 |
| Nuova Igea      | 0-1 | 2-1 | 2-0 | 2-1 | 1-0 | 1-0 | 2-1 | 1-1 |     | 1-2 | 1-1 | 2-0 | 1-0 | 2-0 | 1-1 | 1-0 |
| Orlandina       | 4-0 | 4-1 | 5-0 | 5-1 | 1-1 | 1-0 | 1-1 | 2-1 | 2-3 |     | 2-1 | 3-0 | 2-0 | 5-0 | 0-0 | 1-1 |
| Real Avola      | 1-0 | 0-0 | 0-0 | 1-0 | 2-3 | 0-1 | 3-0 | 2-2 | 1-0 | 1-3 |     | 0-3 | 1-2 | 3-1 | 0-0 | 1-0 |
| Rosolini        | 2-2 | 4-0 | 2-1 | 0-0 | 0-0 | 1-1 | 0-2 | 0-1 | 1-3 | 0-0 | 1-1 |     | 3-0 | 0-0 | 2-1 | 2-3 |
| San Gregorio    | 1-0 | 2-1 | 0-0 | 1-1 | 0-2 | 0-0 | 3-2 | 1-1 | 1-0 | 0-0 | 1-3 | 1-0 |     | 0-3 | 1-0 | 3-3 |
| Taormina        | 0-1 | 2-0 | 2-0 | 0-0 | 3-0 | 2-3 | 2-3 | 0-0 | 4-0 | 1-2 | 2-2 | 3-0 | 4-1 |     | 1-2 | 2-3 |
| Tiger Brolo     | 1-0 | 3-0 | 1-0 | 1-1 | 0-2 | 0-1 | 3-2 | 1-0 | 0-0 | 0-1 | 4-1 | 1-0 | 0-1 | 3-0 |     | 1-0 |
| Vittoria        | 3-2 | 2-0 | 1-0 | 2-1 | 1-1 | 1-0 | 3-0 | 1-1 | 3-0 | 0-1 | 2-0 | 3-0 | 2-1 | 4-2 | 1-3 |     |